# Бибич, Никола
Никола Бибич (серб. Nikola Bibić, родился 17 июля 1984, Виндзор, Онтарио, Канада) — сербский хоккеист канадского происхождения, защитник клуба «Стони-Крик Дженералз» и сборной Сербии.

## Карьера
Игрок «Лександа» Ален Бибич ударил в лицо хоккеиста шведского клуба «Мора» Хенрика Эрикссона за то, что тот обнял спортсмена. Это произошло в матче второго по значимости дивизиона чемпионата Швеции.
Пострадавший хоккеист полез обниматься, пытаясь таким образом отпраздновать гол «Моры» в ворота «Лександа», сообщает Lenta.ru. Инцидент произошел при счете 1:1. Бибич оказался рядом с Эрикссоном, когда тот радостно вскинул руки и полез обниматься. После удара хоккеист «Лександа» продолжил объятия уже с членами своей команды.
Арбитры за этот эпизод наказывать Бибича не стали.
Матч в итоге завершился со счетом 3:2. Выиграл «Лександ». Что касается Эрикссона, то он уже после окончания игры получил дисциплинарный штраф за споры с арбитрами.

### Клубная
В хоккее дебютировал в 2007 году, выступая в командах младшей лиги Онтарио «Джорджтаун Рейдерс» и «Гамильтон Ред Уингз». Числился в составе «Црвены Звезды», позднее снова уехал играть в Канаду.

### В сборной
В составе сборной Сербии сыграл на чемпионатах мира 2010, 2011 и 2012 годов.